# O. Carruth McGehee
Oscar Carruth McGehee (* 29. November 1939 in Baton Rouge) ist ein US-amerikanischer Mathematiker, der sich mit Analysis befasst.
McGehee studierte an der Rice University mit dem Bachelor-Abschluss 1961 und an der Yale University mit dem Master-Abschluss 1963 und der Promotion bei Yitzhak Katznelson 1966 (Two Problems of Fourier Analysis on Thin Sets). Er wurde 1965 Instructor und danach Assistant Professor an der University of California, Berkeley. 1967/68 war er an der Universität von Paris in Orsay. 1971 wurde er Associate Professor und 1979 Professor an der Louisiana State University. 
Er befasst sich mit kommutativer Harmonischer Analysis, Funktionentheorie und Funktionalanalysis.

## Schriften (Auswahl)
- An Introduction to Complex Analysis, Wiley 2000
- mit Colin C. Graham: Essays in commutative harmonic analysis, Grundlehren der mathematischen Wissenschaften 238, Springer 1979